# Lurvig vintermätare
Lurvig vintermätare, Lycia hirtaria är en fjärilsart som beskrevs av Carl Alexander Clerck 1759. Lurvig vintermätare ingår i släktet Lycia och familjen mätare, Geometridae. Arten är reproducerande i både Sverige och Finland och enligt respektive rödlista är arten livskraftig, LC i båda länderna. Två underarter finns listade i Catalogue of Life, Lycia hirtaria hirtaria (Clerck, 1759) och Lycia hirtaria parallelaria Inoue, 1958.
Arten kännetecknas av en kraftig kropp och av gråbruna vingar som har mönster i form av mörka tvärlinjer och band. Utseendet varierar mycket mellan olika individer. I motsats till andra vintermätare har honan inte tillbakabildade vingar. Hannarnas antenner liknar fjädrar i utseende. Fjärilens vingspann är 41 till 47 mm. Den gråbruna larven har små gula punkter på kroppssidorna.
Lurvig vintermätare flyger främst under kväll och tidig natt. Den hittas främst på betesmark, i buskskog och i öppna lövskogar. Fortplantningen sker mellan april och juni. Artens larver av bladen på diverse lövträd. Lurvig vintermätare övervintrar som puppa.
Arten är funnen i hela Europa med undantag av Island, Färöarna, arktiska öar och några Medelhavsöar.

## Bildgalleri

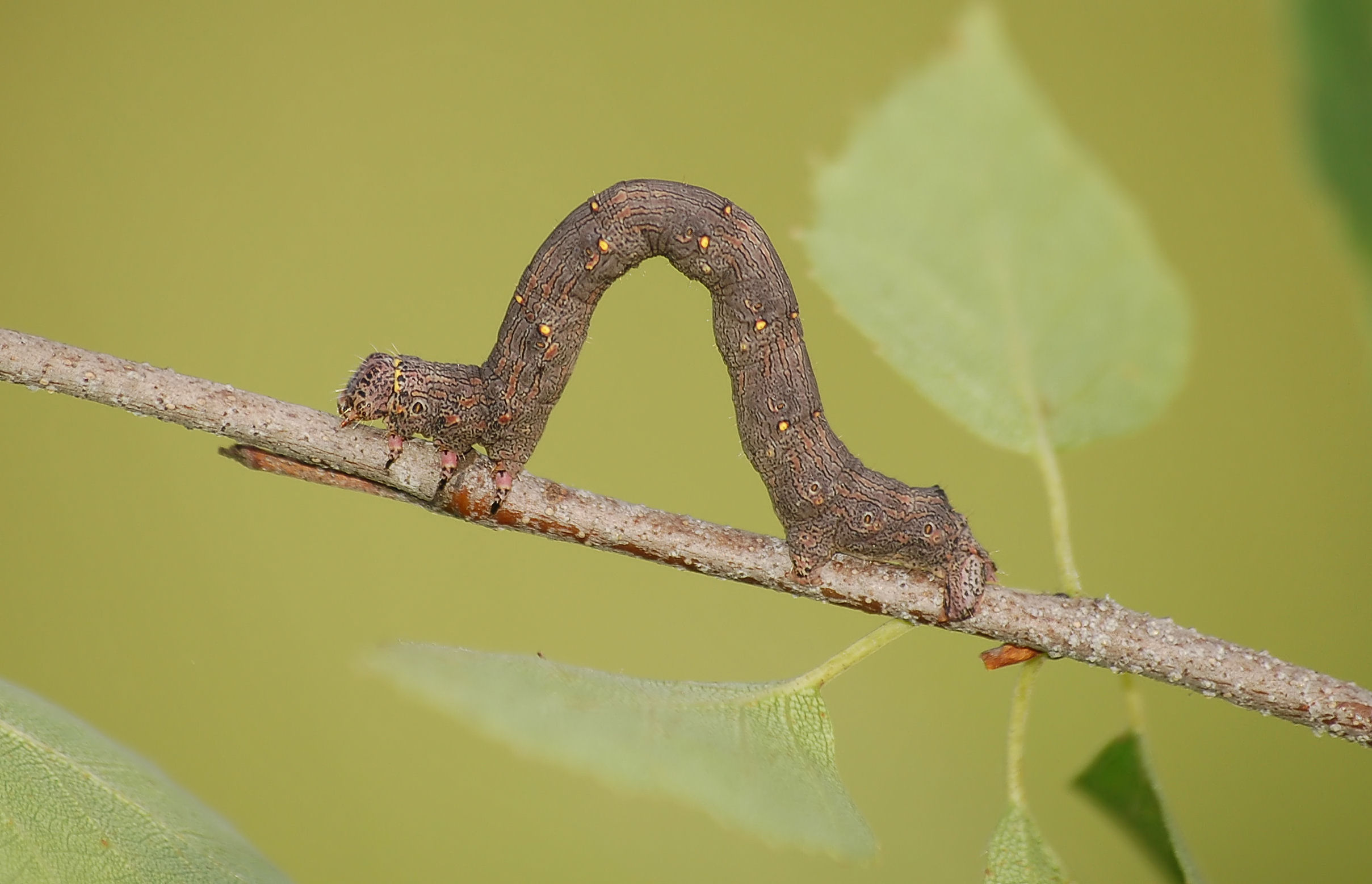
Fjärilens Larv
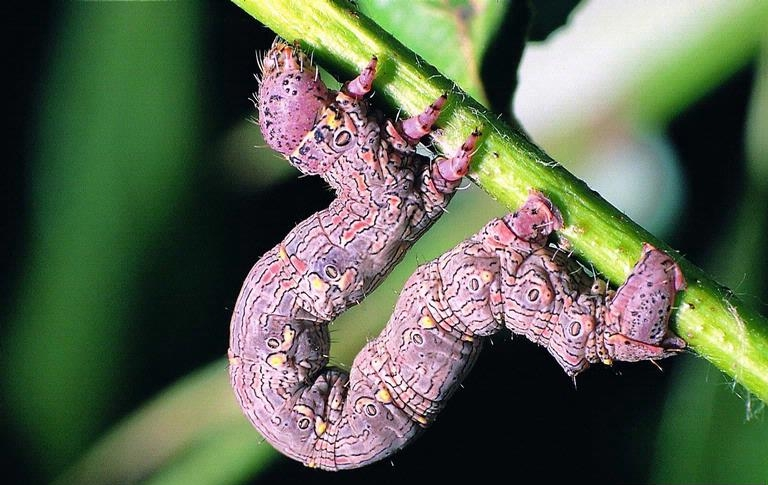
Fjärilens larv
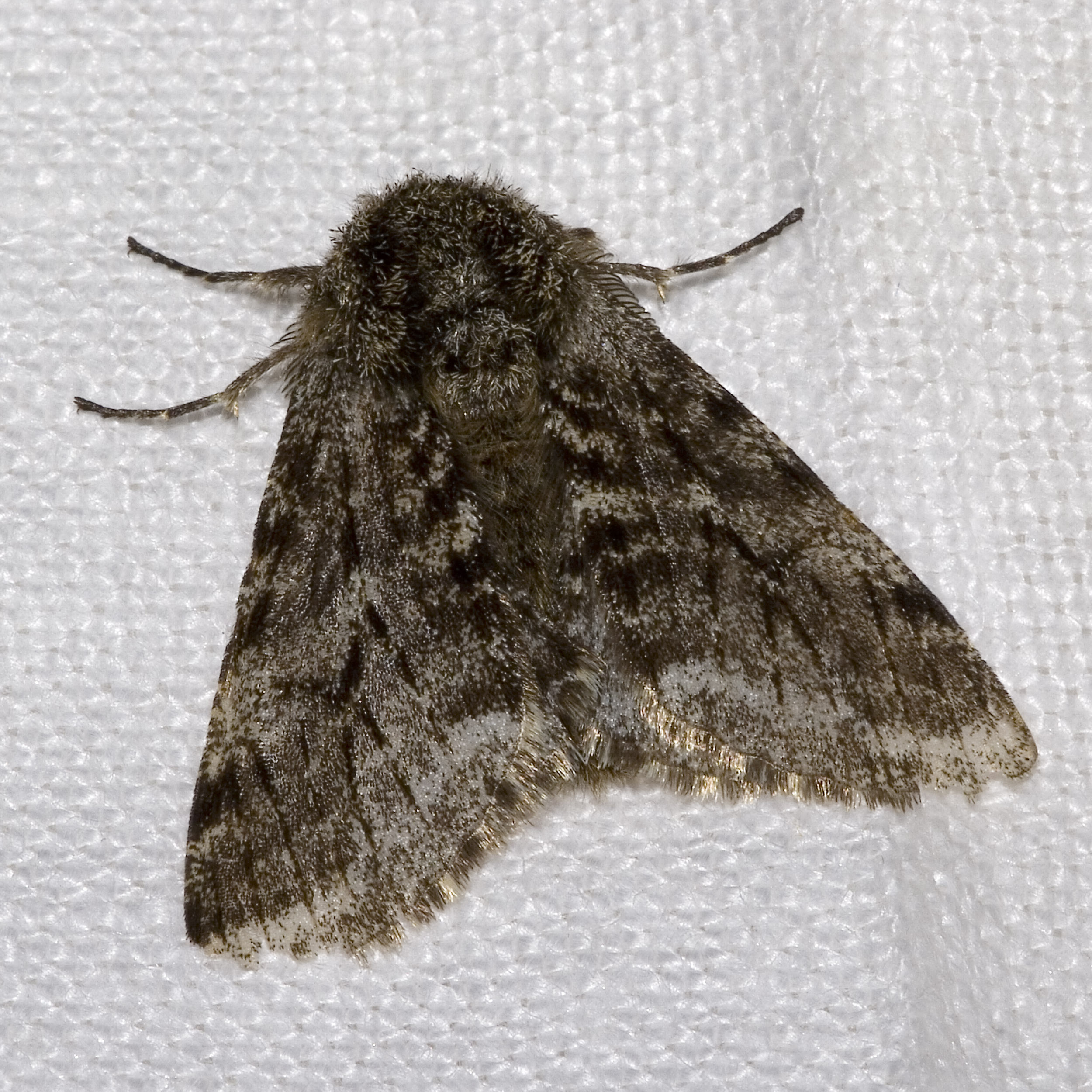
Imago fjäril
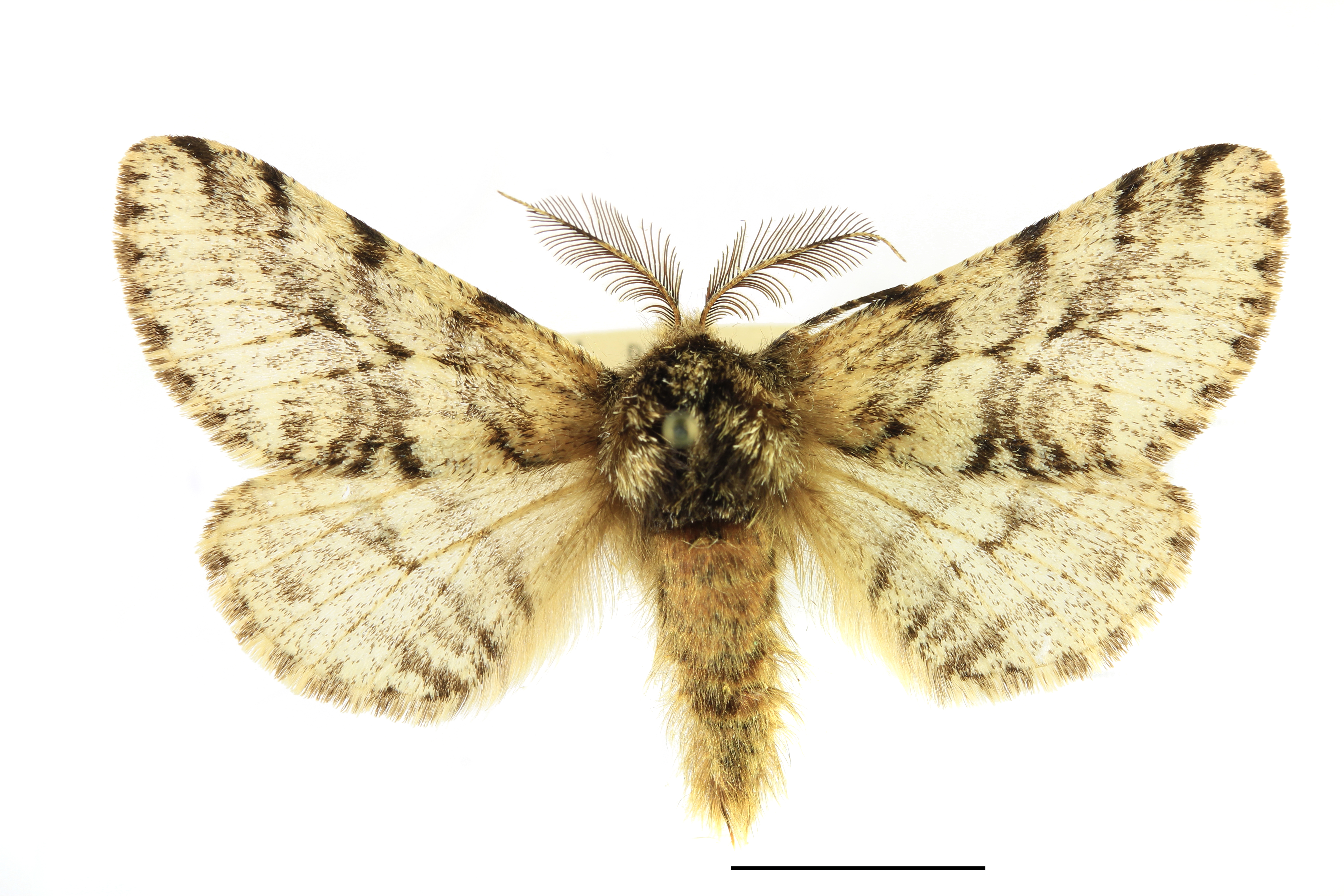
Preparerad (uppnålad) imago fjäril.